# Iglesia Católica de la Transfiguración (Manhattan)
La Iglesia de la Transfiguración (en inglés: Church of the Transfiguration) es una iglesia histórica ubicada en Nueva York, Nueva York. La Iglesia de la Transfiguración se encuentra inscrita es un Hito Histórico de Nueva York en el Registro Nacional de Lugares Históricos desde el 16 de abril de 1980.

## Ubicación
La Iglesia de la Transfiguración se encuentra dentro del condado de Nueva York en las coordenadas 40°42′53″N 73°59′57″O / 40.714722, -73.999167.